# دوري الدرجة الأولى الروماني 2005–06
دوري الدرجة الأولى الروماني 2005–06 (بالرومانية: Divizia A 2005-2006)‏ هو الموسم 88 من  دوري الدرجة الأولى الروماني. أقيم خلال الفترة 5 أغسطس 2005 وحتى 7 يونيو 2006، وأشرف على تنظيمه اتحاد رومانيا لكرة القدم، وكان عدد الأندية المشاركة فيه  16، وفاز فيه نادي ستيوا بوخارست بعد أن لعب 30 مباراة وفاز بـ 19 منها.

## نتائج الموسم
| المركز | فريق               | لعب | ف  | ت | خ | له | عليه | ف.أ | نقاط | ملاحظة |
| ------ | ------------------ | --- | -- | - | - | -- | ---- | --- | ---- | ------ |
| 1      | نادي ستيوا بوخارست | 30  | 19 | 7 | 4 | 49 | 16   | +33 |      |        |